# Мерло-Понти, Морис
Мори́с Мерло́-Понти́ (фр. Maurice Merleau-Ponty; 14 марта 1908, Рошфор — 3 мая 1961, Париж) — французский философ, представитель экзистенциальной феноменологии, восходящей к основаниям философии Гуссерля и Хайдеггера. Оказал значительное влияние не только на эти два направления, но также на герменевтику, структурализм и постструктурализм, теорию символа.

## Биография
Мерло-Понти в 1926—1930 годах получил образование в Высшей нормальной школе в Париже, где познакомился с философами Жаном-Полем Сартром, Симоной де Бовуар, Жаном Ипполитом и Симоной Вейль. Вследствие этого благодаря Арону Гурвичу он увлёкся идеями гештальтпсихологии. В 1929 году также прослушал в Сорбонне «Парижские лекции» Эдмунда Гуссерля, а в 1939 году стал консультантом архива этого философа и занимался подготовкой к изданию его рукописей.
С 1935 года Мерло-Понти преподавал в Высшей нормальной школе. Стал профессором Лионского университета в 1945 году, через четыре года начал преподавать детскую психологию и педагогику в Сорбонне, а с 1952 года в Коллеж де Франс, где возглавил кафедру философии.
Широкую известность приобрёл после войны, когда вместе с Сартром основал и руководил литературно-политическим журналом «Тан модерн» («Les Temps Modernes»), близким к экзистенциализму и марксизму. Сартр даже утверждал, что в марксизм его обратил Мерло-Понти; однако последний вскоре разочаровался в коммунистических идеях, и их сотрудничество в журнале прервалось к концу 1952 года.

## Взгляды
Мерло-Понти работал над неопубликованными работами основателя феноменологии Эдмунда Гуссерля. В то время он пришёл к выводу, что интенциональность — это характеристика не только сознания человека, но и всего человеческого отношения к миру. После этого он создал понятие об осмысленном, открытом миру, досознательном существовании (экзистенции).

### Тело
В своих работах Мерло-Понти утверждает тело, низведенное в качестве предмета философии еще Декартом, как исток любого состоятельного феноменологического размышления. Феноменология, которую предпринимает автор, — феноменология чувственного, телесного. Именно тело дает нам доступ к миру, будучи единственной формой «бытия в мире». В силу этого, мир оказывается неотделим не просто от сознания, но от тела, с которым первое составляет сущностное единство (речь идет о двойственной природе, которая, однако, никогда не переходит в дуализм). Таким образом, Мерло-Понти пытается предотвратить уход феноменологии в трансцендентальный идеализм или сенсуализм, постулируя совокупный опыт мира и тела в качестве предмета истинных изысканий.
Чтобы начать разговор о теле, необходимо обратиться к процессу восприятия: объекты мира, согласно Мерло-Понти, даны нашему сознанию не беспристрастно, не идеально абстрагировано, а в окружение других объектов, выступающих зеркалами друг для друга; а также «с точки временности», которая уже предполагает наличие всех других таких же точек. Так, исходя из данности мира как мира «объективного» — то есть такого познания, которое «превосходит перцептивный опыт» и оперирует уже идеей объекта, полагаемого не автономно, но в качестве некоторой универсальности, — познание сопровождается одновременно конструированием тела — тела объективного. Но ведь тело — не объект, а перцептивный опыт — не конституирование. От нас, следовательно, требуется «описать появление бытия и понять, каким таким парадоксальным образом в себе существует для нас». Мерло-Понти сохраняет верность разделению объектов мира на Для-себя и В-себе, одновременно, как мы увидим, бытие Я оказывается формой двойственности, потому как, не терпит редукции ни к объекту, ни к субъекту.
Опыт, разворачивающийся до всякой рефлексии, не позволяет нам сходу разделить субъект и объект восприятия. В свою очередь, субъектом будет, соответственно, не исключительно мыслящая часть Я (Сознание/Душа), а и я воспринимающее — Тело. Последнее же оказывается не совокупностью рядом положенных частей, но неделимой целостностью, отличающейся особой пространственностью — пространственностью ситуации. Речь здесь идет о том, что тело — точка из которой разворачивается объективное пространство, оно определяет тот «горизонт»/«фон», благодаря которому вообще возможно какое-либо восприятие, в этом пространстве тело бытует посредством действия. Но тело, о котором здесь ведет речь философ, — тело не объективное, а феноменальное. Именно в действии, как показывает на примере двигательных/зрительных расстройств Мерло-Понти, разворачивается процесс сигнификации (означивания), и потому, именно в действии находит он интенциональность. Рассмотрение взаимодействия тела и мира приводят автора к констатации того факта, что именно в движении тела разворачивается пространство с его объектами, которые, в этом направленном на них движении, оказываются наделены смыслом. Так, «сознание есть бытие в отношении вещи при посредстве тела», оно есть «я могу» (в противовес «я мыслю»), заключает Мерло-Понти.
Другая важная характеристика тела — анонимность (которую далее автор раскроет в понятии плоти). За счет всеобщности перцептивных схватываний (что означает попросту отсутствие необходимости в перемещении на точку зрения другого для восприятия природного мира в абсолютной целостности смыслов — схватывание всего своего опыта бытия собой в его полноте) любой опыт оказывается безличен, «сознание считает, что оно за все в ответе, оно все принимает на себя, но у него нет ничего своего, оно живет своей жизнью в мире».